# Regionalwahl in der Emilia-Romagna 2024
Die Regionalwahl in der Emilia-Romagna 2024 fand am 17. und 18. November statt. Gewählt wurden alle 49 Mitglieder des Regionalrates (Consiglio regionale) und der Präsident des Regionalausschusses (Presidente della Giunta regionale).
Es gibt neun Wahlkreise, die den Provinzen entsprechen:
- Bologna;
- Ferrara;
- Forlì-Cesena;
- Modena;
- Parma;
- Piacenza;
- Ravenna;
- Reggio Emilia;
- Rimini.

## Wahlergebnis
| Kandidaten                                                        | Kandidaten                | Stimmen   | %    | Listen                                                               | Stimmen   | %    | Mandate |
| ----------------------------------------------------------------- | ------------------------- | --------- | ---- | -------------------------------------------------------------------- | --------- | ---- | ------- |
|                                                                   | Michele De Pascalegewählt | 922.150   | 56,8 | Partito Democratico                                                  | 641.704   | 42,9 | 27      |
| Alleanza Verdi e Sinistra – Coalizioni Civiche – Possibile        | Michele De Pascalegewählt | 922.150   | 56,8 | 79.236                                                               | 5,3       | 3    |         |
| Civici con De Pascale Presidente                                  | Michele De Pascalegewählt | 922.150   | 56,8 | 57.400                                                               | 3,8       | 2    |         |
| Movimento 5 Stelle                                                | Michele De Pascalegewählt | 922.150   | 56,8 | 53.075                                                               | 3,6       | 1    |         |
| Riformisti – Emilia-Romagna Futura (PRI – Azione – +Europa – PSI) | Michele De Pascalegewählt | 922.150   | 56,8 | 25.729                                                               | 1,7       | –    |         |
| ↳ Gesamt                                                          | Michele De Pascalegewählt | 922.150   | 56,8 | 857.144                                                              | 57,4      | 33   |         |
|                                                                   | Elena Ugolini             | 650.935   | 40,1 | Fratelli d’Italia                                                    | 354.833   | 23,7 | 11      |
| Forza Italia – Noi Moderati                                       | Elena Ugolini             | 650.935   | 40,1 | 83.998                                                               | 5,6       | 2    |         |
| Lega Salvini Emilia-Romagna – Il Popolo della Famiglia            | Elena Ugolini             | 650.935   | 40,1 | 78.734                                                               | 5,3       | 1    |         |
| Elena Ugolini Presidente – Rete Civica                            | Elena Ugolini             | 650.935   | 40,1 | 76.988                                                               | 5,2       | 1    |         |
| Nicht gewählte Direktkandidat                                     | Elena Ugolini             | 650.935   | 40,1 | –                                                                    | –         | 1    |         |
| ↳ Gesamt                                                          | Elena Ugolini             | 650.935   | 40,1 | 594.553                                                              | 39,8      | 16   |         |
|                                                                   | Federico Serra            | 31.483    | 1,9  | Emilia-Romagna per la Pace, l’Ambiente e il Lavoro (PaP – PRC – PCI) | 27.337    | 1,8  | –       |
|                                                                   | Luca Teodori              | 19.831    | 1,2  | Lealtà Coerenza Verità                                               | 15.341    | 1,0  | –       |
| Gesamt                                                            | Gesamt                    | 1.624.399 | 100  |                                                                      | 1.494.375 | 100  | 49      |
|                                                                   |                           |           |      |                                                                      |           |      |         |
| Quelle: Innenministerium                                          |                           |           |      |                                                                      |           |      |         |

## Ergebnis nach Wahlkreisen
| Wahlkreis     | Kandidaten (%) | Kandidaten (%) | Kandidaten (%) | Gültige Stimmen | Wähler  | Wähler | Wahl- berechtigte |
| Wahlkreis     | De Pascale     | Ugolini        | Sonstige       | Gültige Stimmen | Anzahl  | %      | Wahl- berechtigte |
| ------------- | -------------- | -------------- | -------------- | --------------- | ------- | ------ | ----------------- |
| Bologna       | 60,8           | 35,4           | 3,8            | 413.155         | 421.321 | 51,6   | 815.696           |
| Ferrara       | 48,8           | 48,2           | 3,0            | 119.239         | 121.743 | 43,1   | 282.352           |
| Forlì-Cesena  | 58,2           | 39,2           | 2,6            | 140.929         | 144.114 | 45,5   | 316.724           |
| Modena        | 59,0           | 38,3           | 2,7            | 256.410         | 262.065 | 47,2   | 555.201           |
| Parma         | 51,2           | 45,9           | 2,9            | 150.868         | 154.179 | 42,7   | 361.042           |
| Piacenza      | 41,4           | 56,0           | 2,6            | 93.690          | 95.951  | 41,5   | 231.198           |
| Ravenna       | 58,2           | 38,4           | 3,4            | 149.560         | 153.448 | 49,7   | 308.557           |
| Reggio Emilia | 62,5           | 34,1           | 3,4            | 186.407         | 190.834 | 45,4   | 419.946           |
| Rimini        | 52,2           | 44,7           | 3,1            | 114.141         | 116.387 | 40,7   | 285.735           |